# Bölåstjärnen
Bölåstjärnen är en sjö i Bergs kommun i Jämtland och ingår i Indalsälvens huvudavrinningsområde. Sjön har en area på 0,0812 kvadratkilometer och ligger 321 meter över havet. Sjön avvattnas av vattendraget Abbåsån.

## Delavrinningsområde
Bölåstjärnen ingår i det delavrinningsområde (699198-142645) som SMHI kallar för Mynnar i Storsjön. Medelhöjden är 339 meter över havet och ytan är 18,59 kvadratkilometer. Räknas de 10 avrinningsområdena uppströms in blir den ackumulerade arean 97,98 kvadratkilometer. Abbåsån som avvattnar avrinningsområdet har biflödesordning 2, vilket innebär att vattnet flödar genom totalt 2 vattendrag innan det når havet efter 296 kilometer. Avrinningsområdet består mestadels av skog (47 procent), öppen mark (11 procent) och jordbruk (29 procent). Avrinningsområdet har 0,08 kvadratkilometer vattenytor vilket ger det en sjöprocent på 0,4 procent.